# دولت‌آباد انصاری
دولت‌آباد انصاری، روستایی در دهستان روداب غربی بخش بروات شهرستان بم در استان کرمان ایران است.

## جمعیت
بر پایه سرشماری عمومی نفوس و مسکن در سال ۱۳۹۵، جمعیت این روستا برابر با ۲٬۸۲۰ نفر (۷۹۰ خانوار) بوده‌است.